# Homo-, bi- och transpersoner i Försvaret
Homo-, bi- och transpersoner i Försvaret, HoF, är en rikstäckande organisation för homosexuella, bisexuella och transpersoner i Försvarsmakten. Organisationen grundades 2001 och har sedan starten arbetat med utbildning och opinionsbildning. Föreningen står självständig från Försvarsmakten och får inget ekonomiskt stöd utan finansieras enbart med medlemsavgifter.
Den första öppet homosexuella officeren inom Försvarsmakten var dåvarande kaptenen i Flygvapnet, Krister Fahlstedt, när han år 2000 kom ut som homosexuell. Sedan dess har han varit en pionjär för HBTQ-frågor inom myndigheten.